# Schönfeld (Saxe)
Pour les articles homonymes, voir Schönfeld.
Schönfeld est une commune de Saxe (Allemagne), située dans l'arrondissement de Meissen, dans le district de Dresde.